# Сталінський план перетворення природи
Сталінський план перетворення природи, або Великий план перетворення природи, або Велике перетворення природи — комплексна програма наукового регулювання природи в СРСР, що здійснювалася наприкінці 1940-х — на початку 1950-х років. Проєкт, був розрахований на період 1949—1965 років та передбачав створення восьми великих лісових державних смуг у степових та лісостепових районах СРСР загальною довжиною понад 5300 кілометрів. Прийняттю проєкту передували посуха та голодомор 1946—1947 років.

## Зміст плану
«Сталінський план перетворення природи» почав обговорюватися в газетах 15 листопада 1948 року.
План був прийнятий з ініціативи Йосипа Сталіна і введений в дію постановою Ради Міністрів СРСР та ЦК ВКП(б) від 20 жовтня 1948 року «Про план полезахисних лісонасаджень, впровадження травопольних сівозмін, будівництва ставків і водойм для забезпечення високих стійких урожаїв у степових та лісостепових районах Європейської частини СРСР». У пресі зазначений документ назвали «Сталінським планом перетворення природи». У світі не було подібних планів за масштабами. Відповідно до цього плану треба було висадити лісові смуги, щоб перегородити дорогу суховіям та змінити клімат на площі 120 мільйонів гектарів. Центральне місце в плані займало полезахисне лісорозведення та зрошення. Проєкт, розрахований на період 1949—1965 років, передбачав створення восьми великих лісових державних смуг у степових і лісостепових районах загальною протяжністю понад 5300 кілометрів.

«План передбачав створення протягом 1950—1965 років крупних державних лісових захисних смуг загальною протяжністю 5320 км, із площею лісопосадок 112,38 тис. га. Ці смуги мали пройти: 1) по обидва береги Волги від Саратова до Астрахані — дві лінії шириною по 100 м і протяжністю 900 км; 2) по вододілу Хопра та Медведиці, Білої Калитви та Березової у напрямку лінії Пенза — Катеринівка — Каменськ (на Сіверському Дінці) — три смуги шириною по 60 м, з відстанню між смугами 300 м та довжиною 600 км; 3) по вододілу річки Іловлі та Волги у напрямку Камишин — Сталінград — три смуги шириною по 60 м, з відстанню між смугами 300 м і протяжністю 170 км; 4) лівобережжям Волги від Чапаєвська до Владимировки — чотири смуги завширшки по 60 м, з відстанню між смугами 300 м і протяжністю 580 км; 5) від Сталінграда на південь на Степний — Черкеськ — чотири смуги шириною по 60 м, з відстанню між смугами 300 м і протяжністю 570 км, хоча спочатку вона була задумана як лісосмуга Камишин — Сталінград — Степний — Черкеськ, але в силу певних було вирішено розбити на дві лісосмуги Камишин — Сталінград вздовж річки Іловля та на р. Волга і на власне Сталінград — Черкеськ і Зелене кільце Сталінграда сполучною ланкою між ними; 6) по берегах річки Урал у напрямку гора Вишнева — Чкалов — Уральськ — Каспійське море — шість смуг (три праворуч і три лівим берегом) шириною по 60 м, з відстанню між смугами 200 м і протяжністю 1080 км; 7) по обидва береги Дона від Воронежа до Ростова — дві смуги шириною по 60 м і довжиною 920 км; 8) по обидва береги Сіверського Дінця від Бєлгорода до р. Дон — дві смуги шириною по 30 м і протяжністю 500 км.

## Цілі і завдання
Метою даного плану було запобігання посухам, піщаним і пиловим бурям шляхом будівництва водойм, посадки лісозахисних насаджень та впровадження травопольних сівозмін у південних районах СРСР (Надволжя, Західного Казахстану, Північного Кавказу та України). Загалом планувалося висадити понад 4 млн гектар лісу та створити захисні державні лісові смуги завдовжки понад 5300 км. Ці смуги мали охороняти поля від спекотних південно-східних вітрів — суховіїв. Крім захисних державних лісових смуг, висаджувалися лісові смуги місцевого значення по периметру окремих полів, по схилах ярів, уздовж існуючих і знову створюваних водойм, на пісках (з метою їх закріплення). Крім цього, впроваджувалися більш прогресивні методи обробки полів: застосування чорних парів, зябу та лущення стерні; правильна система застосування органічних та мінеральних добрив; посів селекційного насіння високоврожайних сортів, пристосованих до місцевих умов.
План передбачав також використання травопольної системи землеробства, розробленої радянськими ученими Василем Докучаєвим, Павлом Костичевим та Василем Вільямсом. Згідно з цією системою, частина ріллі в сівозмінах засівалася багаторічними бобовими та тонконігими травами. Трави створили значну кормову базу тваринництва та стали добрим природним засобом відновлення родючості ґрунтів. План передбачав як абсолютне продовольче самозабезпечення Радянського Союзу та нарощування з другої половини 1960-х років експорту зерно- та м'ясопродуктів. Створені лісосмуги та водоймища мали суттєво урізноманітнити флору та фауну СРСР. Таким чином, план поєднував у собі завдання охорони навколишнього середовища та отримання високих стійких урожаїв.

## Реалізація
Для опрацювання та реалізації плану було створено інститут «Агроліспроєкт» (пізніше інститут «Росгіпроліс», ліквідований у процедурі банкрутства 18 листопада 2019 року). За його проєктами лісами покрилися чотири великі вододіли басейнів Дніпра, Дону, Волги, Уралу, європейського півдня Росії та на значній території України. Перша спроєктована «Агроліспроєктом» державна лісова смуга витяглася від уральської Вишневої гори до узбережжя Каспію, протяжність — понад тисячу кілометрів. Загальна довжина великих державних полезахисних смуг перевищувала 5300 км. У цих полосах було висаджено 2,3 млн га лісу.
Одночасно з улаштуванням системи полезахисних лісонасаджень було розпочато велику програму зі створення зрошувальних систем. У СРСР було створено близько 4 тис. водосховищ, що вміщували 1200 км3 води. Вони дозволили різко збереження довкілля, побудувати велику систему водних шляхів, врегулювати стік великої кількості річок, отримувати величезну кількість дешевої електроенергії, використовувати накопичену воду для зрошення полів та садів.
До вирішення проблем, пов'язаних із здійсненням п'ятирічного плану меліоративних робіт, було залучено Інститут інженерів водного господарства імені В. Р. Вільямса.

### Система ЛЗС
Для реалізації Плану було створено загальнодержавну систему «Лісозахисних станцій» (ЛЗС) на кшталт загальнодержавної системи МТС. Типовий договір МТС з колгоспами був використаний як зразок для оформлення взаємин колгоспів із новоорганізованими лісозахисними станціями.

## Результати
Здійснені заходи спричинили зростання врожайності зернових на 25—30 %, овочів — на 50—75 %, трав — на 100—200 %. Також, у результаті зростання капіталовкладень у сільське господарство та покращення технічної оснащеності колгоспів та радгоспів вдалося створити міцну кормову базу для розвитку тваринництва (значну роль у цьому відіграли машинно-тракторні станції). Виробництво м'яса та сала у 1951 році порівняно з 1948 роком зросло на 80 %, у тому числі свинини — на 100 %, виробництво молока — на 65 %, яєць — на 240 %, вовни — на 50 %. В результаті істотно збільшилася частка громадського тваринництва колгоспів і радгоспів у виробництві тваринницької продукції: в 1950 році вона склала 33 % по м'ясу, 25 % — по молоку, 11 % — по яйцям. Але якою мірою це пов'язано саме з цією програмою — невідомо.
Ліквідацію, імовірно, почав Маленков, перевівши лісозахисні станції (ЛЗС) до складу МТС Постановою Радміну Союзу від 6 червня 1953 року N 1409 «Про використання лісозахисних станцій у сільському господарстві»: «У зв'язку із припиненням робіт зі створення державних захисних лісових смуг та дубових лісів промислового значення та припинення як обов'язкового для колгоспів та радгоспів державного планування полезахисних лісових смуг Рада Міністрів Союзу РСР ухвалює:…».
Зі смертю Йосипа Сталіна 1953 року виконання плану було згорнуто. Багато лісосмуг було вирубано, кілька тисяч ставків і водойм для розведення риби було закинуто, створені в 1949—1955 роках 570 лісозахисних станцій було ліквідовано.

## Поточний стан
У роки радянської перебудови, з 1985 року роботи з розширення та модернізації системи іригації та лісопосадок, створених в СРСР, були припинені, а сама система почала руйнуватися та псуватися. В результаті постачання сільського господарства водою почало знижуватися і з 2004 року, зокрема, в росії, коливається на рівні близько 8 км3 — у 3,4 рази менше, ніж у 1984 році. У 1980-ті роки в лісосмугах ще проводилася висадка лісу в обсягах 30 тисяч гектарів щороку, після 1995 року вона коливалася на рівні близько 2 тисяч гектарів, а 2007 року склала 0,3 тис. га. Створені лісосмуги заростають чагарником і втрачають свої захисні властивості. Також, через безгоспність, лісонасадження почали вирубувати.
На початку 2000-х років в Україні було створено державне підприємство «Агролісгосп України», фахівці якого опікуються створеними в попередній період лісонасадженнями. Згодом вони були перетворені в кожній області на комунальні агролісогосподарські підприємства.
Але, незважаючи на поступову деградацію, лісосмуги донині продовжують виконувати і снігозатримуючі функції.

## Відображення у культурі
Як свідчення небувалого підйому ентузіазму трудящих мас із перетворення природи, Сталінський план знайшов своє відображення у культурі соціалістичного реалізму. Євгеном Долматовським (текст) та Дмитром Шостаковичем (музика) була створена «Песня о лесах», що вихваляє грандіозне висаджування лісів та відображає проблеми, пов'язані з голодом через посуху, але завдяки радості молоді (піонерії та комсомольців), які закликають до висаджування садів на Землі, оспівують майбутню радянську природу, що наближає період комунізму.